# Vitoria (cuirassé)
Le Vitoria , lancé en 1867, est un cuirassé à coque en fer de la Marine espagnole.